# チンシュリン

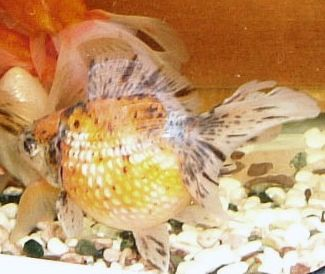
チンシュリン

チンシュリン（珍珠鱗）は、キンギョの一種である。中国産の金魚で頭が小さく体型は短く、腹が膨らんでおり提灯型をしている。

## 概要
昭和30年代に中国より日本へ輸入された中国原産のキンギョ。作出過程は不明。品種名は中国名の「珍珠鱗」をそのまま音読みした「チンシュリン」。

## 名前の由来
珍珠とは、真珠のことをいい、鱗の1枚1枚が半円真珠（真珠を半分に割ったような形）をはめこんだように白く隆起したところから「パール」や「パールスケール」と通常呼ぶ。しかし、チンシュリンから出現する短尾で丸手の個体を選抜交配して固定化したピンポン玉のような個体を「ピンポンパール」と呼んでいる。
カミハタ養魚グループの創業者である神畑重三がインドネシアで作出されたばかりの「ピンポンパール」をみて、ピンポン玉のようなパールスケールと感じた事から「ピンポンパール」と命名した。また、頭に肉瘤があるものを「コウトウパール」と呼ぶ。そして、尾がフナ型のものは「ちょうちんパール」と呼ばれる。

## 特徴

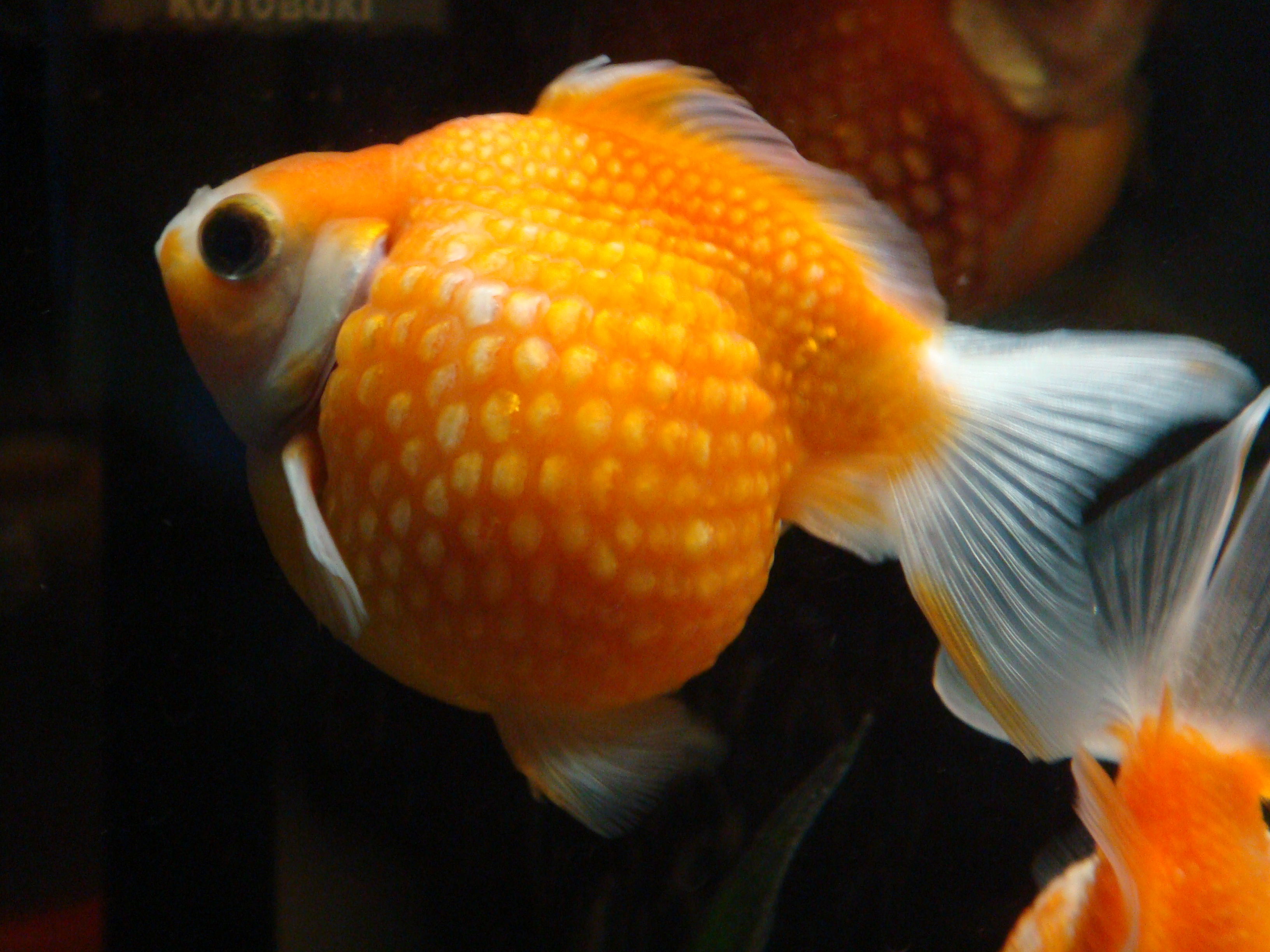
ピンポンパール

品種名が表すとおり、真珠のようなパール鱗が特徴。当初はリュウキンを長くしたような体型の個体も見られたが、近年は「ピンポンパール」と愛称で呼ばれる特別丸い個体が多く、女性や子供を中心に人気を博している。飼育は難しく、幼魚のうちに病気を患い命を落としてしまうことも少なくないが、無事に寿命を迎えることができれば、5～6年は長生きできる。東南アジアで養殖された個体がほとんどで、低水温には弱いので注意が必要である。

## 交配種
キャリコリュウキンやアズマニシキと交配したキャリコチンシュリンの他、スイホウガンと交配したハマニシキがいる。前者はピンポンパール、後者はコウトウパールが親である。